# Derbi Cartaginés
Se conoce como el Derbi Cartaginés al partido de fútbol disputado por los clubes Cartaginés y Turrialba. Cartaginés representa al cantón y la ciudad de Cartago, Turrialba es el equipo del cantón turrialbeño de la provincia cartaginesa. Actualmente el Club Sport Cartaginés compite en la Primera División de Costa Rica y la Asociación Deportiva Municipal Turrialba en la Segunda División de Costa Rica

## Historia
Los enfrentamientos entre estos equipos comenzaron oficialmente en 1965 por el campeonato nacional de la primera división del fútbol costarricense, el primer encuentro se presentó el 16 de mayo de 1965, el partido finalizó con empate 0-0, y el último encuentro entre estos dos equipos fue por el torneo de copa y se realizó el 24 de noviembre de 2023 con un marcador 1-0 a favor de Cartaginés.

### Datos del derbi
- 56 partidos de Primera División, de los cuales Cartaginés ganó 34, Turrialba ganó 10 y hubo 12 empates, con 108 goles cartagineses y 53 goles turrialbeños.

- Máximo goleador cartaginés en esta serie es el exjugador Leonel Hernández, con 11 tantos.

- Máximos goleadores turrialbeños en esta serie son los exjugadores Luis Aguilar y Guillermo Guardia con 4 goles.[1]

## Títulos oficiales
| Competiciones internacionales    | Cartaginés | Turrialba |
| -------------------------------- | ---------- | --------- |
| Liga de Campeones de la Concacaf | 1          | 0         |
| Competiciones nacionales         | Cartaginés | Turrialba |
| Primera División                 | 4          | 0         |
| Copa                             | 5          | 2         |
| Supercopa                        | 1          | 0         |
| TOTAL                            | 11         | 2         |

### Historial
Actualizado al último partido el 24 de noviembre de 2023.
| Competición      | P.J. | P.G. CSC | P.E. | P.G ADMT | G. CSC | G. ADMT |
| ---------------- | ---- | -------- | ---- | -------- | ------ | ------- |
| Primera División | 56   | 34       | 12   | 10       | 108    | 53      |
| Copa             | 3    | 2        | 0    | 1        | 4      | 3       |
| Total Oficial    | 59   | 36       | 12   | 11       | 112    | 56      |